# Léopold Belliveau
Pour les articles homonymes, voir Belliveau.
 (juin 2025).
Léopold F. Belliveau (né en 1934) est maire de Moncton de 1988 jusqu'à 1998, et le premier maire acadien de la ville. Pendant son mandat, il introduit l'un des premiers services d'eau municipaux à gestion privée en Amérique du Nord.

## Biographie
Il est élu au conseil de la ville d'abord en 1969 et retient son siège comme conseiller du quartier 3 et ensuite comme conseiller général jusqu'à sa défaite à l'élection municipale de juin 1979. Il est réélu en mai 1980 et devient maire-adjoint jusqu'en décembre 1988, lorsqu'il devient maire suppléant à la suite de la démission de George Rideout pour se présenter aux élections fédérales. Il gagne l'élection au poste de maire en mai 1989 et retient le poste pour trois mandats jusqu'en mai 1998.  En tout, il est membre du Conseil de la ville pour presque trente années.
Il est membre du bureau de direction de la Fédération canadienne des municipalités, qui l'inscrit dans son tableau d'honneur en l'an 2000.

## Récompenses et distinctions
- 2012 : Médaille du jubilé de diamant de la Reine Elizabeth II[6]

La ville de Moncton a récemment[Quand ?] nommé une rue en honneur de cet ancien maire.